# Kamnica (Pologne)
Pour les articles homonymes, voir Kamnica.
Kamnica est une localité polonaise de la gmina mixte de Miastko située dans le powiat de Bytów en voïvodie de Poméranie. Elle se trouve à environ 37 km à l'ouest de Bytów et 115 km à l'ouest de la capitale régionale Gdańsk.

## Géographie

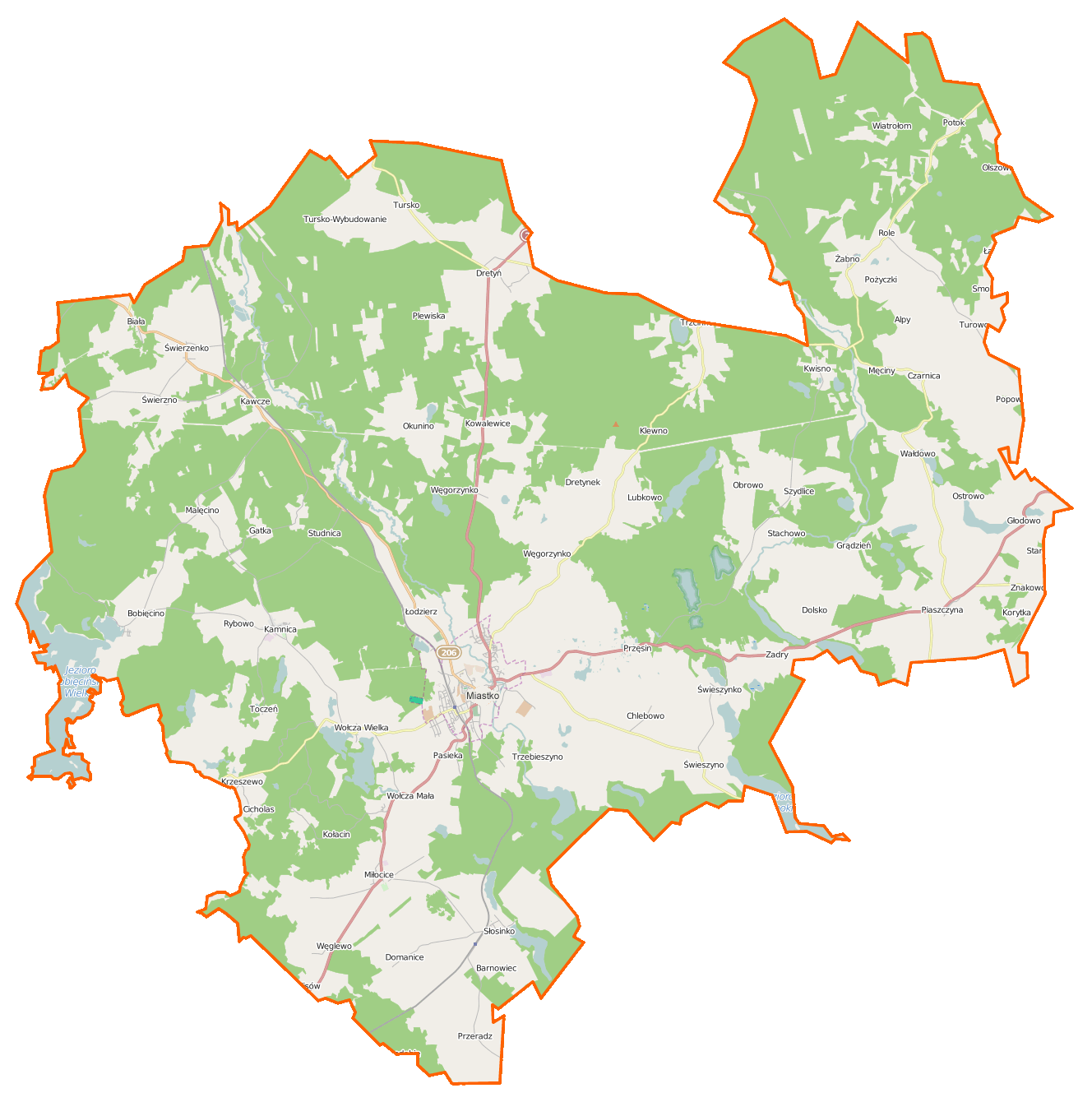
Carte de la gmina de Miastko.

## Histoire
De 1742 à 1945, Kamnitz fait partie de l'arrondissement de Rummelsburg-en-Poméranie dans le district de Köslin au sein de la province de Poméranie.